# Mohammed Baqir al-Hakim
L'ayatollah Sayyed Mohammed Baqir Muhsin al-Hakim at-Tabataba'i (8 juillet 1939 – 29 août 2003 ; arabe : السيد محمد باقر محسن الحكيم الطباطبائي), également connu sous le nom de Shaheed al-Mehraab, était un érudit islamique chiite irakien respecté et le chef du Conseil suprême pour la révolution islamique en Irak (SCIRI),,. Al-Hakim a passé plus de 20 ans en exil en Iran et est retourné en Irak le 12 mai 2003 après l'invasion menée par les États-Unis. Après son retour en Irak, la vie d'al-Hakim était en danger en raison de son travail visant à encourager la résistance chiite à Saddam Hussein et d'une rivalité avec Moqtada al-Sadr, le fils de l'ayatollah Mohammad Sadeq al-Sadr, lui-même assassiné à Najaf en 1999. Al-Hakim était a été assassiné dans l'explosion d'une voiture piégée dans sa ville natale de Najaf en 2003, alors qu'il sortait du sanctuaire de l'imam Ali. Il avait 63 ans. Au moins 75 autres personnes ont également été tuées dans l'attentat.

## Biographie

### Jeunesse
Al-Hakim est né à Najaf en 1939 dans la famille Hakim de savants religieux chiites,,. Il était le fils de Mohsen al-Hakim et de Fawzieh Hassan Bazzi. Al-Hakim était l'oncle de Muhammad Sayid al-Hakim. Il a suivi une formation de religieux chiite traditionnel. Il a été arrêté et torturé pour ses croyances par le gouvernement baasiste d'Ahmed Hassan al-Bakr en 1972 et s'est enfui en Iran en 1980. De nombreux proches d'Al-Hakim ont été tués par le gouvernement baasiste.

### Activités politiques en Irak
Al-Hakim était le chef du Conseil suprême de la révolution en Irak (CSRI), un groupe très influent au sein de la communauté chiite irakienne et de hauts responsables américains avaient rencontré le frère de Mohammad Baqir al-Hakim, dans l'intention de s'assurer un nouvel allié contre Saddam Hussein. Il a cofondé le mouvement politique islamique moderne en Irak dans les années 1960, avec Mohammad Baqir al-Sadr, avec qui il a travaillé en étroite collaboration jusqu'à la mort de ce dernier en 1980.
Lors d'un événement, Mohammad Baqir Al-Sadr a envoyé Al-Hakim pour calmer les gens qui étaient piégés par les troupes gouvernementales de Saddam Hussein entre Karbala et Najaf. Cet incident a incité le gouvernement baathiste à arrêter Baqir Al-Hakim, il a ensuite été emprisonné et torturé. Il restait toutefois en contact avec al-Sadr.
Bien qu'il ne fasse pas partie des islamistes les plus radicaux (al-Hakim était un islamiste libéral et non un fondamentaliste) Al-Hakim était considéré comme dangereux par le régime du Parti Baas irakien au pouvoir, en grande partie à cause de son agitation en faveur de la population majoritairement chiite de l'Irak (le régime au pouvoir était majoritairement sunnite).
Cependant, sa peine fut commuée et il fut libéré en juillet 1979. L'éruption de la guerre qui s'ensuivit entre l'Irak et l'Iran, en grande partie chiite , conduisit à une méfiance toujours croissante du parti Baas au pouvoir envers la population chiite irakienne, combinée à ses précédentes arrestations, Al-Hakim fit défection en Iran en 1980.

### Le SCIRI et l'Iran
En sécurité en Iran sous la protection du gouvernement iranien, Al-Hakim est devenu un ennemi déclaré des baasistes, formant le Conseil suprême de la révolution islamique en Irak (CSRI), un groupe révolutionnaire voué au renversement de Saddam Hussein et à l'instauration d'un régime clérical. Avec l'aide militaire iranienne, le CSRI est devenu un groupe de résistance armée, lançant périodiquement des attaques transfrontalières contre les Baathistes et entretenant des liens secrets avec des éléments de résistance dans le pays.

### Brigades Badr
Les Brigades Badr étaient l'aile militaire du SCIRI jusqu'en 2003. Al-Hakim a créé les Brigades Badr qui ont combattu Saddam Hussein. Les Brigades Badr comptaient environ 10 000 soldats équipés et entraînés. Le 11 février 1995, les Brigades Badr ont attaqué les forces gouvernementales irakiennes à Amarah. Pendant la guerre en Irak (2013-2017), les Brigades Badr ont combattu l'EIIL sous les auspices des Forces de mobilisation populaire.

## Retour en Irak
Al-Hakim est retourné en Irak le 12 mai 2003 après le renversement du régime de Saddam par l'invasion de l'Irak menée par les États-Unis, après avoir passé plus de deux décennies d'exil dans l'Iran voisin. Il y est apparu comme l'un des dirigeants irakiens les plus influents, son opposition de longue date à Saddam lui ayant valu une immense crédibilité, en particulier auprès de la population majoritairement chiite.
Au début, il était très critique envers l' invasion de l'Irak menée par les États-Unis , mais Al-Hakim a attribué le mérite aux États-Unis d'avoir renversé le gouvernement de Saddam en premier, de sorte que le SCIRI et d'autres partis d'opposition chiites ont eu le temps de se rétablir parmi les chiites. Le frère d'Al-Hakim, Abdul Aziz al-Hakim, a été nommé au conseil de gouvernement intérimaire de l'Irak et les deux ont travaillé en étroite collaboration. Le frère d'Al-Hakim, Abdul Aziz al-Hakim , a été nommé au conseil de gouvernement intérimaire de l'Irak et les deux ont travaillé en étroite collaboration. Au moment de sa mort, il restait méfiant, mais a publiquement exhorté les Irakiens à abandonner la violence, du moins pour le moment, et à donner au gouvernement intérimaire une chance de gagner leur confiance.

## Assassinat
Al-Hakim a été tué le 29 août 2003, lorsqu'une voiture piégée a explosé alors qu'il quittait le sanctuaire de l'imam Ali à Najaf. L'explosion a tué au moins 84 autres personnes, certains estiment que jusqu'à 125 personnes ont péri dans l'explosion. Quinze gardes du corps d'al-Hakim figuraient parmi les personnes tuées dans l'explosion.